# Brasão

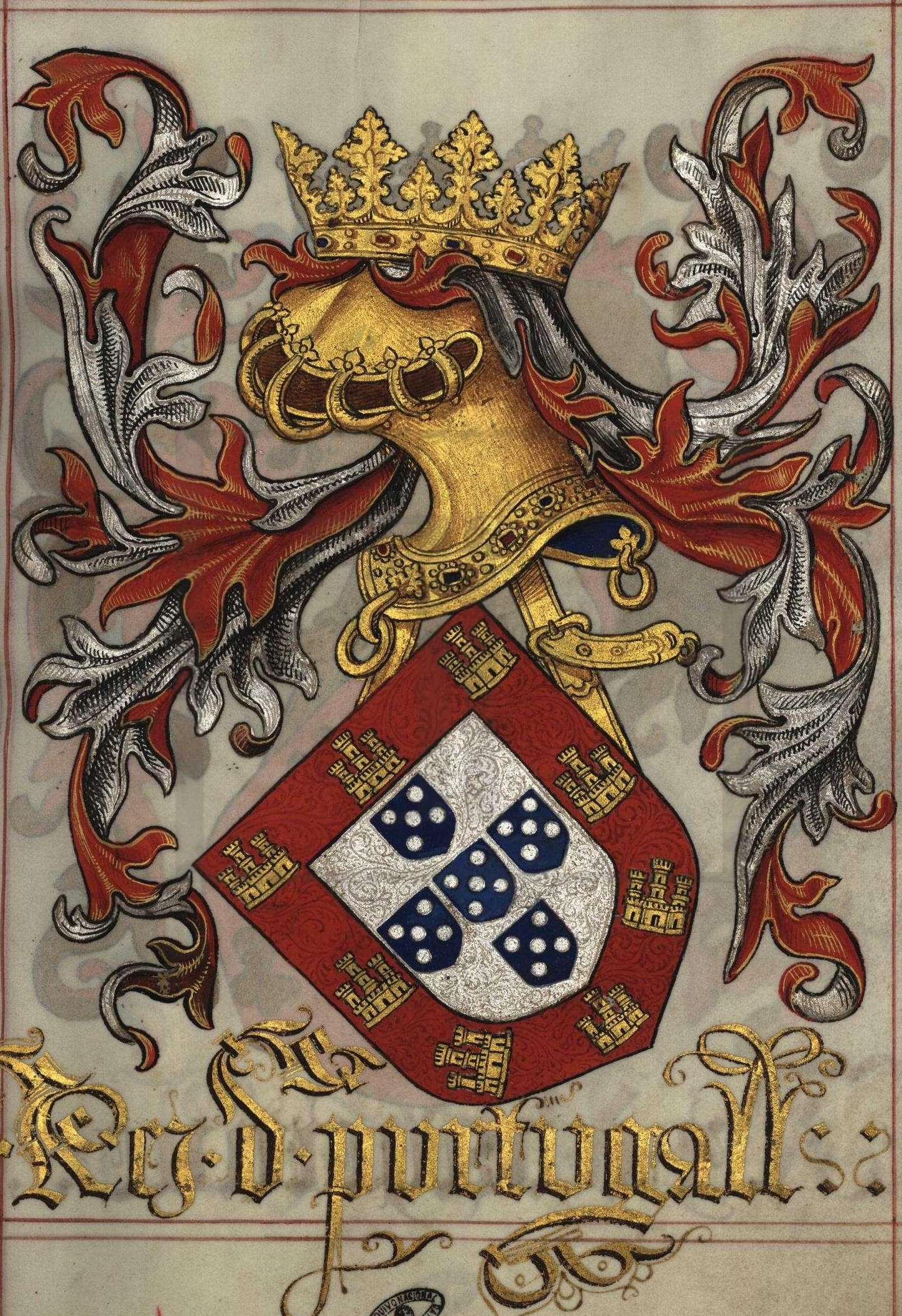
Brasão de Armas do Rei D. Manuel I

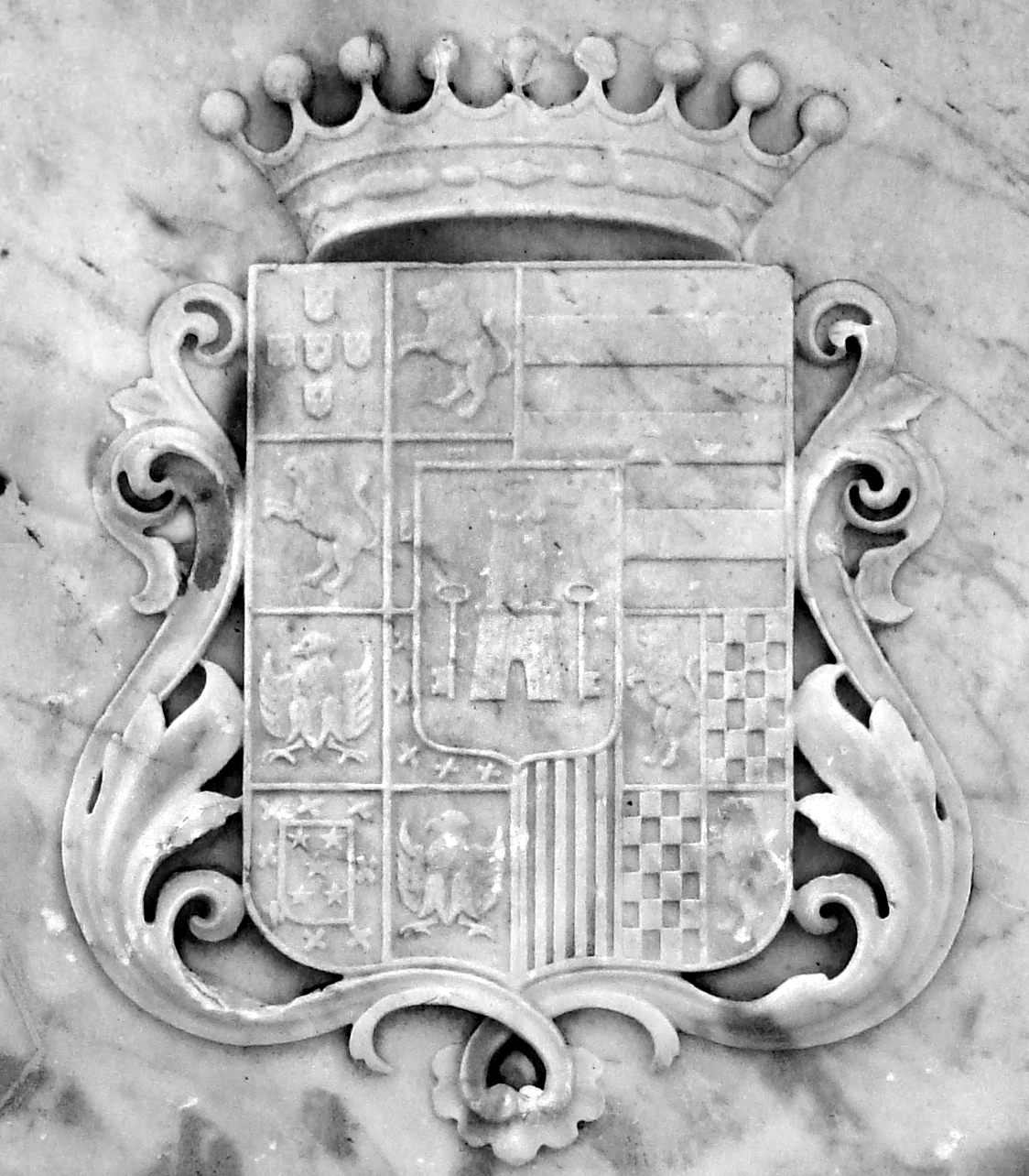
Brasão de armas do conde de Porto Alegre

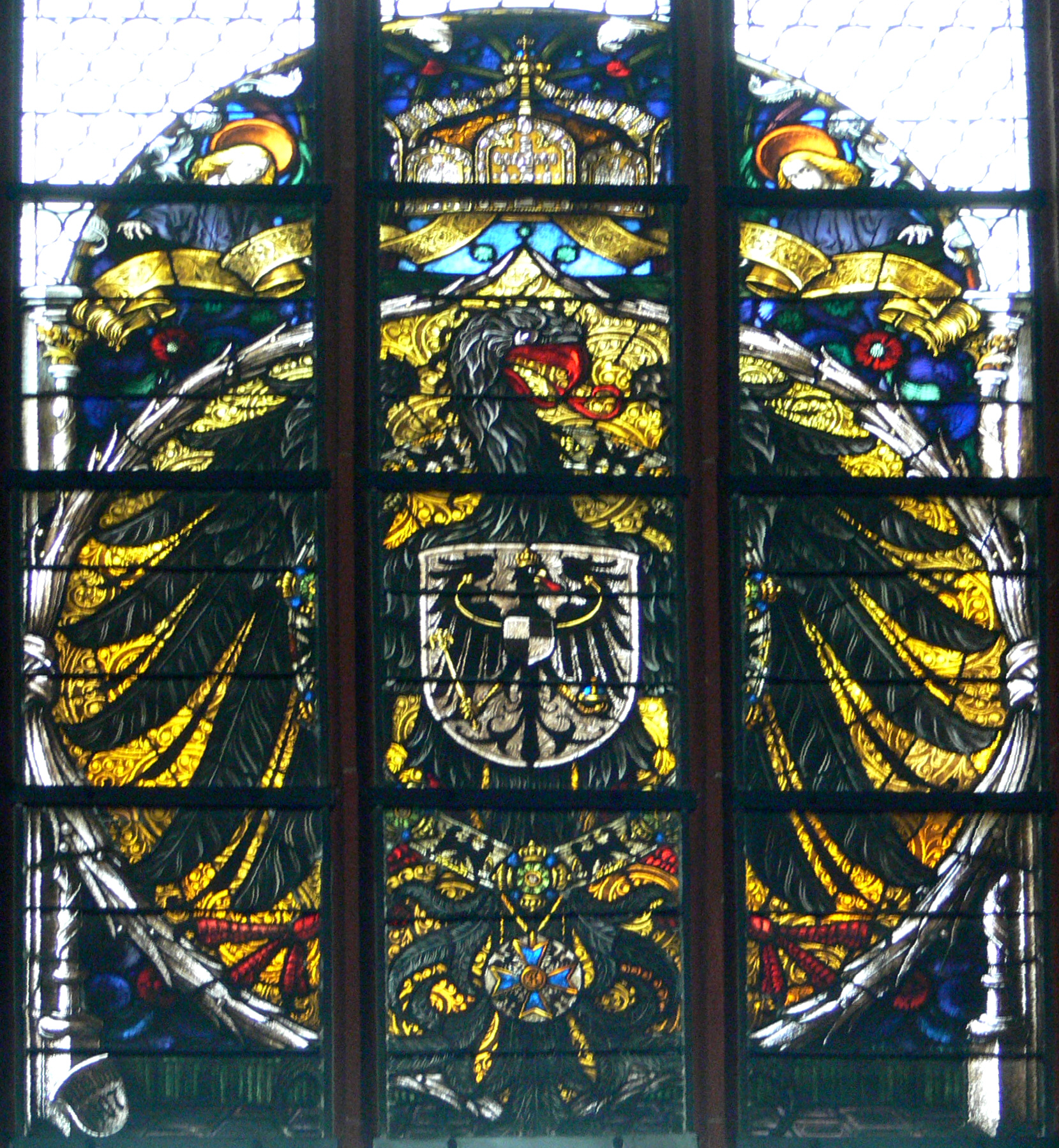
Brasão de armas do Império Alemão

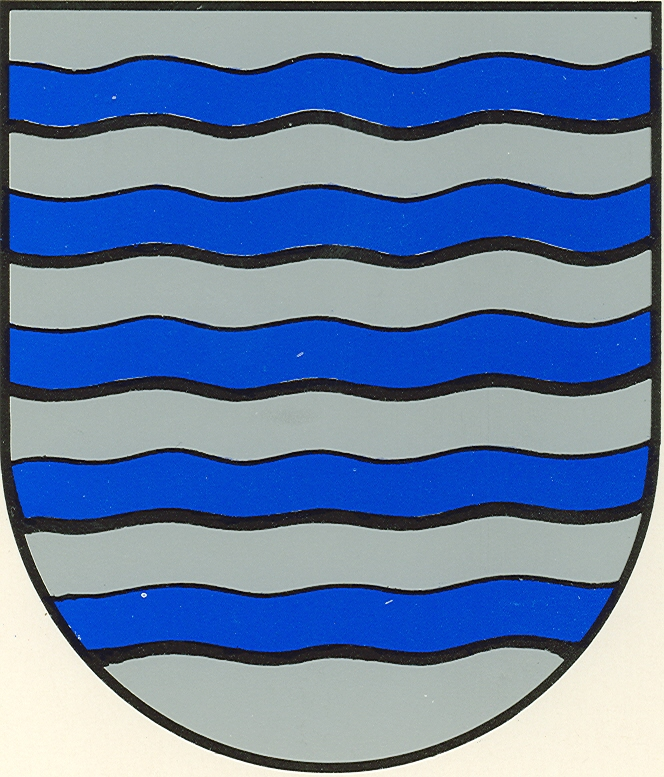
Brasão da Casa dos Távoras

Brasão do Império Russo

Brasão de armas, Emblema, ou simplesmente, brasão, na tradição europeia medieval, é um desenho especificamente criado — obedecendo às leis da heráldica — com a finalidade de identificar indivíduos, famílias, clãs, corporações, cidades, regiões e nações. O desenho de um brasão é normalmente colocado num suporte em forma de escudo que representa a arma de defesa homónima usada pelos guerreiros medievais. No entanto, o desenho pode ser representado sobre outros suportes, como bandeiras, vestuário, elementos arquitetónicos, mobiliário, e objetos pessoais. Era comum, sobretudo nos séculos XIV e XV, os brasões serem pintados ou cosidos sobre as cotas de malha, o vestuário de proteção usado pelos homens de armas. Por isso, os brasões também são, ocasionalmente, designados por cotas de armas.
Em sentido restrito, o termo brasão refere-se apenas à descrição do desenho inserido no escudo de armas. No entanto, em sentido lato, pode designar-se por brasão a descrição do conjunto das armas, incluindo, além do escudo, os elementos exteriores (coronel, timbre, virol, paquifes, etc.). Por extensão, o termo brasão, passou a aplicar-se não só à descrição, mas, também ao próprio objecto descrito: o escudo ou o conjunto armorial completo.
Não se sabe, com rigor, quando é que esta prática teve início. O campo de estudo dos brasões denomina-se heráldica. Os brasões não eram fornecidos ao acaso para as pessoas. Tiveram as suas origens em actos de coragem e bravura efetuados por grandes cavaleiros. Era uma maneira de os homenagear e às suas famílias. Com o passar do tempo, como era um ícone de status, passou a ser conferido a famílias nobres no intuito de identificar o grau social delas, assim sendo, somente os heróis ou a nobreza possuíam tal ícone e o poderiam transmitir a seus descendentes.
A partir do século XIX, com a ascensão ao poder da burguesia e o declínio da aristocracia, o brasão foi perdendo a sua importância. No século XX o brasão renasceu, mas, desta vez, aplicado na simbologia de municípios, corporações, estados e outras entidades colectivas. De observar que, desde o século XIX, por tradição, muitas dessas entidades chamaram "brasões" aos seus emblemas distintivos. No entanto, trata-se de emblemas e não propriamente brasões, já que, apesar da denominação formal de "brasão", não obedecem às regras da heráldica.[carece de fontes?] Atualmente é frequente o uso de brasões como símbolo de freguesias, município ou regiões, que têm sua bandeira, onde normalmente figura um Brasão. Associações, clubes (especialmente clubes de futebol), empresas e mesmo pessoas físicas continuam a usar brasões de armas como elemento gráfico de identificação.

## Tipos de brasões
Os brasões podem dividir-se em diferentes classes, segundo as entidades que representam. A classificação básica, divide-os em duas classes:
1. Brasões simples: representam uma única entidade;
2. Brasões compostos: combinam dois ou mais brasões, cada qual representando uma entidade diferente.

Os brasões também podem ser classificados segundo a categoria da entidade que representam:
1. Brasões: representam um monarca ou um estado soberano;
2. Brasões de titulares: representam o titular de um cargo ou de uma honra;
3. Brasões de família: representam, em sentido restrito, o chefe de uma família e, em sentido lato, o conjunto da família;
4. Brasões eclesiásticos: representam um titular eclesiástico ou uma entidade colectiva religiosa;
5. Brasões corporativos: representam uma entidade colectiva moral, tanto civil como militar;
6. Brasões de domínio: representam uma entidade territorial não soberana.

Além disso, os brasões ainda podem ser classificados segundo as suas características ou o seu historial:
1. Brasões assumidos: assumidos pela própria entidade que representam, ao invés de terem sido concedidos por uma autoridade superior.
2. Brasões acrescentados: ao desenho dos quais foram acrescentadas peças honrosas ou feitas outras alterações, como forma de recompensa da entidade que representam;
3. Brasões a inquirir: que infringem, propositadamente, uma ou mais regras da heráldica, como forma de significar algo que deve ser inquirido;

Emblemas, insígnias, marcas ou distintivos de entidades não são brasões de armas quando não se enquadrarem nos critérios da heráldica.
Os brasões também podem ser classificados ainda quanto:
1. Estilo de Coroa mural: aldeia, vila, cidade e cidade capital;
2. Forma de seus elementos fundamentais — os escudos: francês antigo, francês moderno, somático ou samnítico, oval (feminino; mulheres casadas), losangos (feminino; mulheres solteiras; símbolo da virgindade), de torneio ou bandeira, italiano, suíço, inglês, alemão, polaco, espanhol, português e da Flandres e formas diversas;
3. Tipos de suporte: apoios, sóstenes, suportes e tenentes.

## Elementos de um brasão
Brasões ou armas têm como elemento fundamental o escudo, que contém o desenho fundamental do brasão.
Os restantes elementos são os chamados elementos exteriores, que incluem:
1. Grito de guerra ou grito de armas: é uma palavra ou frase curta (interjeição) de incentivo ao combate ou à acção. Normalmente, é colocado num listel, sobre o conjunto das armas;
2. Timbre: representa os emblemas que os cavaleiros colocavam no topo dos seus elmos, para melhor serem identificados nos torneios. O timbre é colocado sobre o virol e, ao contrário das figuras inseridas no escudo, pode ser figurado de forma naturalista;
3. Coroa ou Coronel: representa a categoria da entidade representada pelo brasão. É chamada de coroa, se corresponde a uma entidade com soberania e coronel, nos restantes casos. Conforme o país ou a representação artística do brasão, a coroa ou coronel pode figurar sobre o elmo, sobre o pavilhão ou manto, ou, directamente sobre o escudo;
4. Virol: é a reprodução da fita que amarrava o timbre ao elmo. Representa-se com duas cordas entrelaçadas, uma da cor do metal principal do escudo e a outra da cor do esmalte principal;
5. Elmo: é a reprodução dos elmos dos cavaleiros. Na heráldica de alguns países a cor, o formato e a posição do elmo, indica o estatuto da entidade representada;
6. Paquifes: são a reprodução do tecido que alguns cavaleiros colocavam sobre os elmos, para se protegerem do calor. São normalmente representados com duas cores, uma a do metal principal do escudo e, a outra, a do esmalte principal;
7. Pavilhão: representa um pavilhão ou tenda de campanha medieval. É, normalmente, representado a envolver o escudo e outros dos seus elementos exteriores, tendo, no seu topo a coroa correspondente à entidade representada;
8. Manto: representa a peça de vestuário homónima, que cobre, simbolicamente um soberano ou alto membro da nobreza. Normalmente, envolve o escudo, tendo, no seu topo, a coroa ou coronel correspondente à entidade representada;
9. Suportes ou Tenentes: são figuras que suportam o escudo. São chamados tenentes se representam seres humanos e suportes, nos restantes casos. Normalmente são representados aos pares, um de cada lado do escudo. Ocasionalmente pode ser representado apenas um, atrás do escudo;
10. Insígnias: representam o cargo que uma pessoa representada pelo brasão detém. É comum representá-los como dois objectos cruzados atrás do escudo;
11. Troféus: são a reprodução de objectos, geralmente armas e bandeiras, para significar feitos militares. São normalmente colocados atrás do escudo;
12. Condecorações: são a reprodução das insígnias das condecorações que, a entidade representada, detém. São colocadas em colares à volta do escudo, pendentes do mesmo ou, caso sejam cruzes, atrás do escudo, apenas com as pontas aparentes;
13. Lema: é o lema da entidade representada. É colocado num listel, sob o escudo.

De observar que o único elemento obrigatório de um brasão de armas é o seu escudo. Independentemente de terem sido atribuídos elementos exteriores a um brasão, este pode ser representado apenas pelo seu escudo, ou até, pelo desenho incluído no escudo, colocado sobre outro tipo de suporte.
Por outro lado, em certas representações artísticas de um brasão de armas, podem-lhe ser acrescentados certos elementos exteriores que não lhe tenham sido, formalmente, atribuídos. É o caso, por exemplo, dos suportes e dos tenentes, colocados em certos brasões apenas como decoração.
Já outros elementos exteriores, só podem ser colocados na representação de um brasão, no caso de terem sido, formalmente atribuídos ao titular do mesmo. É o caso, por exemplo, das coroas e dos coronéis.

## Formas do escudo

Principais formatos de escudos

O escudo, ou seja, o suporte material básico do brasão de armas, foi sendo representado, conforme a época e o local, com diversos formatos, alguns deles bastantes fantásticos e rebuscados. Os principais são os seguintes:
1. Escudo clássico, ogival ou lanceolado: tem a ponta inferior em forma de lança ou ogiva. Sendo um dos mais antigos formatos de escudo, no século XX voltou a ser o tipo mais usado na Europa e nos países de influência europeia;
2. Escudo francês, quadrado ou samnítico: tem um formato, aproximadamente quadrado, mas com os dois cantos inferiores arredondados e com uma pequena ponta na base. Introduzido, primeiro, em França, este formato de escudo tornou-se o tipo mais usado na Europa e nos países de influência europeia, durante o século XIX;
3. Escudo oval: tem um formato oval. Com utilização generalizada durante o século XVIII, tornou-se, na heráldica portuguesa, o formato de escudo privativo do clero. Em outros países é o formato privativo dos escudos femininos;
4. Lisonja: tem um formato em paralelogramo, com os quatro lados iguais. Na heráldica portuguesa e da maioria dos países europeus é o formato de escudo privativo das senhoras que não sejam titulares ou chefes de família. Na Catalunha e em outros territórios da antiga Coroa de Aragão é o formato de escudo de utilização generalizada;
5. Escudo de torneio ou de bandeira: é um quadrilátero como sete partes de largura por oito de altura. Era o formato do escudo físico, utilizado pelos cavaleiros nos torneios medievais;
6. Escudo italiano ou de cabeça de cavalo: tem o formato aproximado da parte frontal da cabeça de um cavalo. Utilizado, inicialmente, na Itália, durante o renascimento, este tipo de escudo baseava-se no formato das peças de armadura que protegiam a parte frontal da cabeça dos cavalos de batalha;
7. Escudo suíço: de formato semelhante ao do escudo clássico, mas com a parte superior recortada;
8. Escudo inglês: de formato semelhante ao do escudo francês, mas com uma "orelha" triangular em cada um dos bordos superiores. Este formato de escudo foi usado no século XVIII pelos nobres da Inglaterra, distinguindo-se dos escudos plebeus, pelas "orelhas";
9. Escudo alemão: escudo de ponta arredondada ou ogival, com um recorte redondo num dos cantos superiores. Formato de escudo usado em torneiros pelos cavaleiros renascentistas, servindo o recorte superior para apoiar a lança;
10. Escudo polaco/polonês ou russo: escudo de ponta arredondada, com recortes arredondados simétricos nas laterais e, geralmente, também na parte superior;
11. Escudo português, espanhol, flamengo, ibérico, peninsular ou boleado: escudo com a ponta redonda. Actualmente é o escudo de uso dominante em Portugal. Também é bastante utilizado em Espanha, na América Hispânica (principalmente no México), no Brasil, na Alemanha e nos Países Baixos;

## Organização do Escudo
Ao descrever-se a organização de um escudo, deve ter-se em conta que ele é descrito pelo ponto de vista do, suposto, portador do escudo. Assim, por convenção a direita (ou dextra) do escudo é a esquerda de quem o olha de frente. Igualmente a esquerda (ou sinistra) do escudo é a direita em relação ao observador frontal.

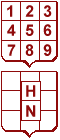
Pontos do escudo

O escudo organiza-se em 9 zonas fundamentais, chamadas pontos:
1. Cantão direito do chefe;
2. Ponto do chefe ou, simplesmente, chefe;
3. Cantão esquerdo do chefe;
4. Ponto do flanco direito, ou, simplesmente flanco direito;
5. Ponto do centro, coração ou abismo;
6. Ponto do flanco esquerdo, ou, simplesmente flanco esquerdo;
7. Cantão direito da ponta;
8. Ponto da ponta ou, simplesmente ponta;
9. Cantão esquerdo da ponta.

Adicionalmente existem: Ponto de honra (H) e Umbigo (N).
Os pontos podem ainda agrupar-se, formando quatro partes: Chefe (por extensão) — agrupando os pontos 1, 2 e 3, Flanco direito (por extensão) — agrupando os pontos 1, 4 e 7, Flanco esquerdo (por extensão) — agrupando os pontos 3, 6 e 9 e Ponta (por extensão) — agrupando os pontos 7, 8 e 9.

## Partições e subpartições do escudo

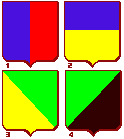
Partições do escudo

O escudo pode ser subdividido em partições obtidas através de quatro traços principais, correspondentes aos golpes de espada que lhe podiam ser desferidos:
1. Partido: traço vertical, de cima a baixo do escudo;
2. Cortado: traço horizontal, do flanco direito ao esquerdo do escudo;
3. Fendido: traço diagonal, descendo do canto direito até ao esquerdo do escudo;
4. Talhado: traço diagonal, descendo do canto esquerdo até ao direito do escudo.

Repetindo a mesma ou combinando várias das partições, pode obter-se um sem número de subpartições, bem como peças de honra, obtidas a partir daquelas.

## Exemplos de brasões

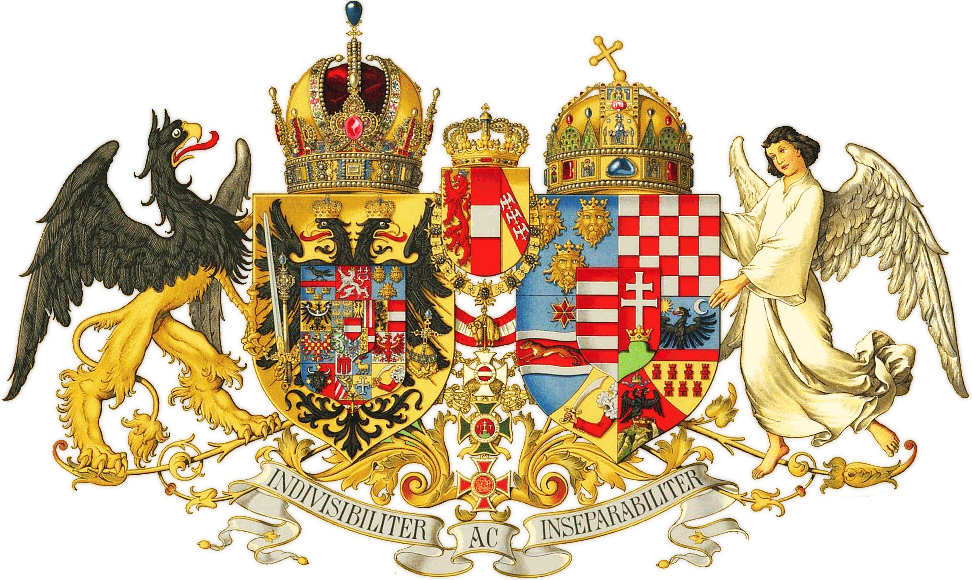
Áustria-Hungria
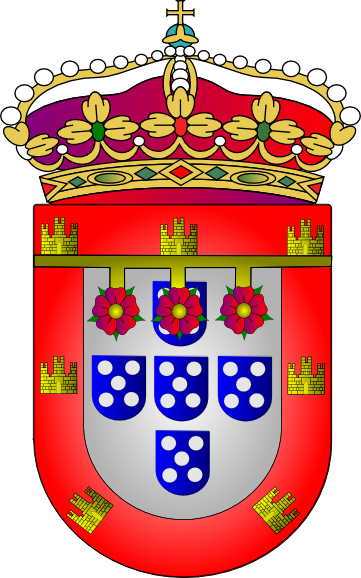
Príncipes da Beira
Papa Francisco
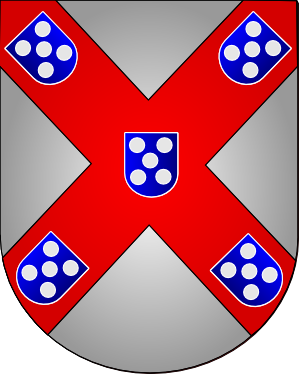
Casa de Bragança
Ducado de Brabante
Império do Brasil
Cardeal Alfonso López Trujillo
Reino da Espanha
Principado do Liechtenstein
República Portuguesa
Reino da Suécia
Federação Russa
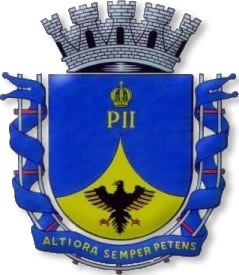
Município de Petrópolis
Chefes da família Aguilar
Município de São Paulo

## Brasões de Armas dos Estados-membros da União Europeia

Brasões de Armas dos Estados Membros da União Europeia. (Obsoleto, por ainda apresentar uma peça com as figuras do brasão do Reino Unido).

## Brasões dos municípios Portugueses e Brasileiros
De acordo com a circular de 4 de Abril de 1930 da Direcção Geral da Administração Pública de Portugal, as comissões administrativas das câmaras municipais portuguesas foram obrigadas a normalizar os brasões segundo o parecer compulsório da secção de heráldica da Associação dos Arqueólogos Portugueses. Tal regra preconiza que as freguesias urbanas ou povoações simples sejam representadas por uma coroa mural de três torres, as vilas, de quatro torres, e as cidades, de cinco torres, sendo coroa e torres de prata.

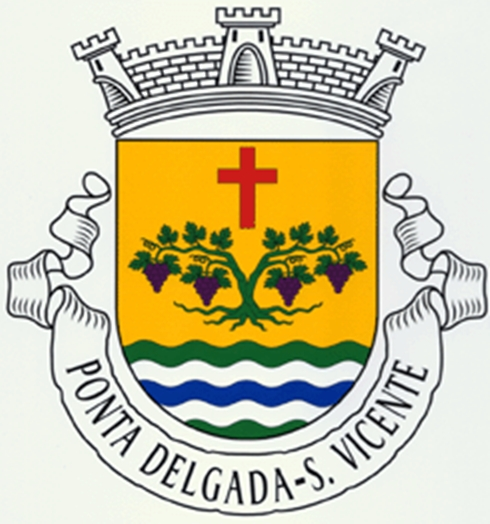
As freguesias urbanas ou povoações simples são representadas por uma coroa mural de três torres de prata.
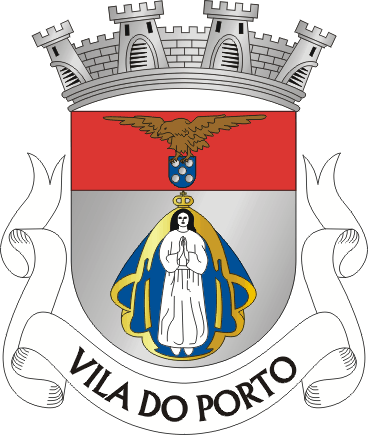
As vilas, com quatro torres.
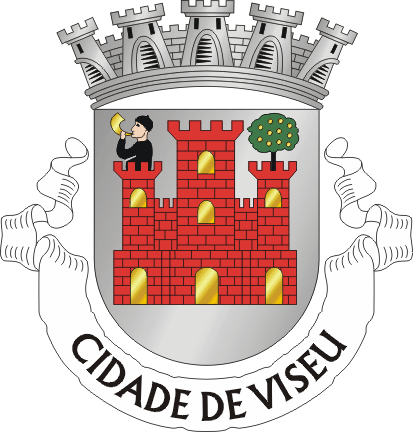
As cidades, de cinco torres.

Dentre os 308 municípios portugueses, somente Lisboa, Caldas da Rainha e Horta fogem a esse padrão. Lisboa, por ser a capital do País, distingue-se dos demais municípios por possuir brasão com coroa e torres de ouro. Já Caldas da Rainha e Horta possuem brasões que sobreviveram à normalização de 1930. Caldas da Rainha mantém o brasão de sua fundadora, a Rainha D. Leonor, ladeado à esquerda pelo seu próprio emblema (o camaroeiro) e à direita pelo emblema de D. João II (o pelicano). Já Horta possui coroa ducal e, como timbre, um braço de prata armado duma espada do mesmo metal. Adicionalmente, os brasões dos municípios portugueses ainda devem ser compostos de escudo português e de listel com o nome do município (sendo que 16 municípios também acrescentam colar envolvendo o escudo, denotando agraciamento com a Ordem da Torre e Espada).
Ao contrário de Portugal, o Brasil não normalizou as regras heráldicas domiciliares. Além disso, com a Proclamação da República em 1889 e a Revolução de 1930, as autoridades brasileiras não mais adotam a classificação tradicional do antigo Império Português (que separava as aglomerações administrativas em freguesias, vilas e cidades), sendo todas as sedes de municípios brasileiros categorizadas então como cidades de acordo com o Decreto-Lei nº 311 de 2 de março de 1938. Assim, os brasões municipais foram adotados no Brasil com total liberdade de criação, apresentando variado conjunto heráldico. Alguns brasões retêm características puramente lusas como o escudo português e a coroa mural de quatro a oito torres (e importante observar que quando estamos observando a Coroa Mural o ângulo frontal impede que enxerguemos as torres escondidas, uma vez que se trata de uma figura em três dimensões... logo quando observamos uma coroa e esta visível 3 torres na verdade são 4 torres e por analogia ...4 torres são 6 torres e finalmente quando enxergamos 5 torres na realidade são 8 torres...Comendador Regino Barros), sendo que a quantidade de torres varia conforme o uso histórico (que pode ser atualizado). Contudo, a imensa maioria dos brasões municipais brasileiros poderia na verdade ser classificada como de luso-brasileiros, dado que além de apresentarem tais características heráldicas puramente portuguesas também são acrescidos de brasilianismos não presentes na heráldica portuguesa, tais como:
- tenentes homenageando as origens do povo do município — ex: Três Lagoas, Mato Grosso do Sul, onde há um índio kayowá à destra e um bandeirante e à sinistra;[2]
- suportes homenageando a economia local — ex: Campinas, São Paulo com uma haste de cana de açúcar à destra e um ramo de café frutificado à sinistra;[3]
- alteração no escudo — ex: Nova Soure, Bahia com um escudo suíço;
- alteração na coroa — ex: Brasão de Sobral, Ceará com uma coroa de ouro em vez de prata; ou
- combinação parcial ou total dos brasilianismos — ex: São José dos Campos, São Paulo com tenentes do terço miliciano criado pelo Morgado de Mateus, dois ramos de café frutificados como suporte, e coroa dourada.[4]

Por fim, há também brasões municipais brasileiros que buscaram elementos heráldicos longe da tradição heráldica portuguesa (ex: Itumbiara, Goiás), e alguns que inclusive nem mesmo se enquadram dentro de quaisquer regras tradicionais de heráldica. Com uma maior disseminação da heráldica e da vexilologia no Brasil, recentemente há esforços pontuais, para, partindo desta heráldica luso-brasileira, ou harmonizar os brasões municipais existentes ou criar brasões municipais ainda inexistentes. Listam-se a seguir alguns de tais exemplos de brasões:
- refeitos — Belo Horizonte, Minas Gerais;[8] Monte Mor, São Paulo;[9] Nova Venécia, Espírito Santo;[10]
- recentemente criados — Feliz, Rio Grande do Sul.[11]

O Artigo 13 da atual Constituição Brasileira faculta aos municípios brasileiros a adoção de símbolos próprios.

## Brasões Comunistas
A heráldica socialista, apresentada nos emblemas oficiais dos Estados socialistas, notadamente dos integrantes da antiga União Soviética, tende a usar como tema principal em sua simbologia comunista as ferramentas e produtos da produção agrícola e industrial de base, em geral sobre fundo rubro. Os elementos gráficos mais comuns na heráldica socialista são: estrelas vermelhas ou amarelas/douradas; sóis-nascentes ou raios de sol; campos e feixes de cereais (trigo, arroz, milho, centeio, cevada); engrenagens; barragens hidrelétricas; torres de transmissão elétrica; ferramentas (foice, martelo, pá, enxada, facão, compasso, pincel); armas de fogo (em contraste com armas brancas da heráldica medieval).

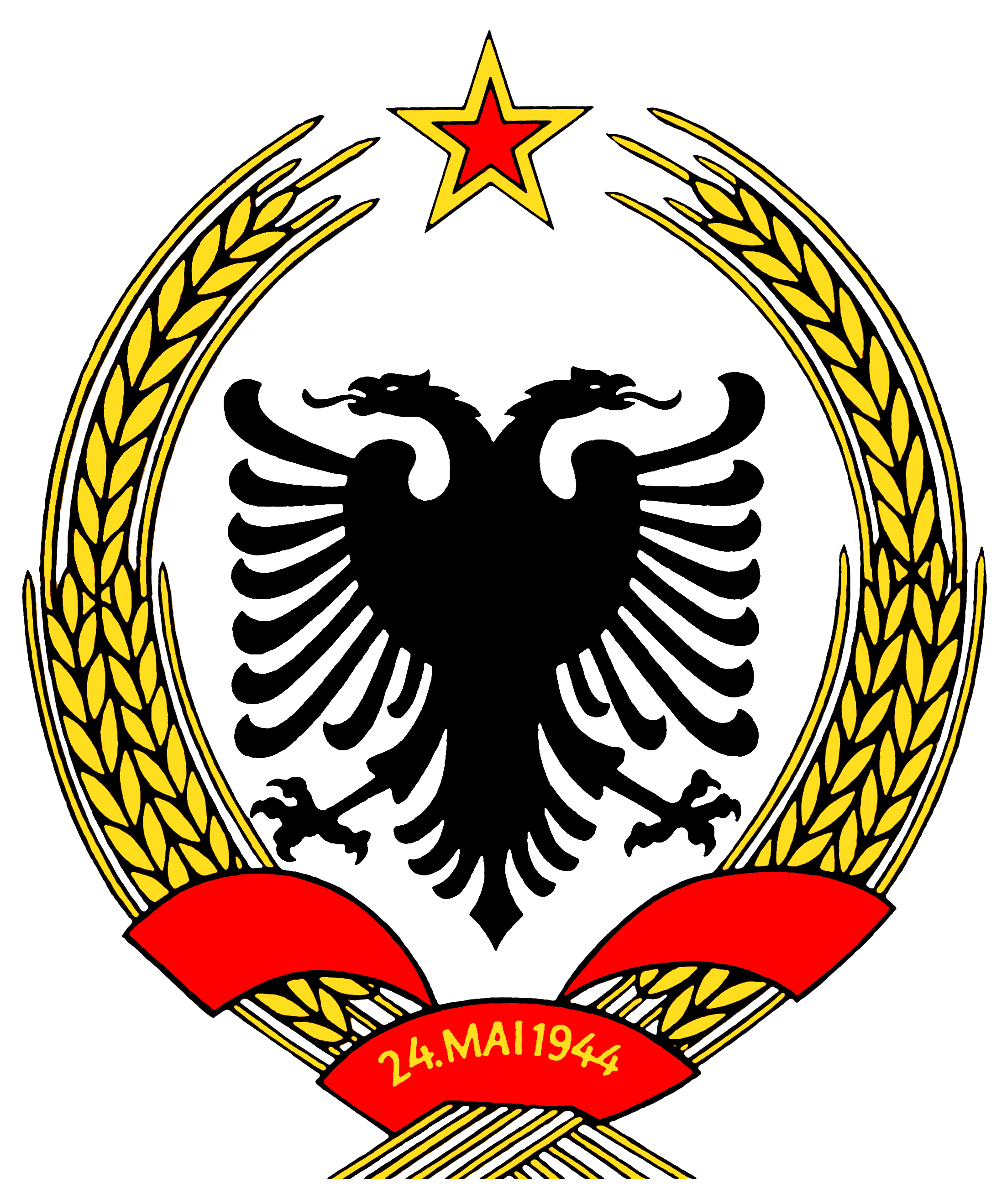
Albânia (1946-1991)
Alemanha Oriental (1955-1990)
Angola
República Socialista Soviética da Armênia (1956-1991)
Azerbaijão (1956-1991)
Benim (1975-1990)
República Socialista Soviética da Bielorrússia (1956-1991)
República Socialista da Bósnia e Herzegovina (1963–1992)
Bulgária (1971-1990)
Burquina Fasso (1971-1990)
Carélia (1940-1956)
República Socialista Soviética do Cazaquistão (1956-1991)
República Popular da China
Congo 1970
Coreia do Norte
República Socialista da Croácia (1963–1992)
República Socialista da Eslovênia (1963–1992)
República Socialista Soviética da Estônia (1956-1991)
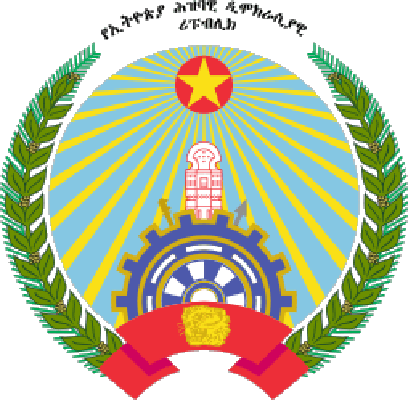
Etiópia (1987-1991)
Gagaúzia (1956-1991)
República Socialista Soviética da Geórgia (1956-1991)
Guiné-Bissau
Hungria (1949-1956)
Iugoslávia (1963–1992)
Letônia (1956-1991)
República Socialista Soviética da Lituânia (1956-1991)
República Socialista da Macedônia (1963–1992)
Moçambique
República Socialista Soviética da Moldávia (1956-1991)
Mongólia (1960-1991)
Montenegro (1963–1992)
República Socialista Soviética do Quirguistão (da Quirguízia) (1956-1991)
República Socialista da Romênia (1965-1989)
República Socialista Soviética da Rússia (1956-1991)
República Socialista da Sérvia (1963–1992)
República Socialista Soviética do Tajiquistão (Tadjiquistão) (1956-1991)
Transcaucásia (1922-1936)
Transnístria
República Socialista Soviética do Turcomenistão (Turquemenistão) (1956-1991)
Tuva (1921-1944)
República Socialista Soviética da Ucrânia (1956-1991)
União Soviética (1956-1991)
República Socialista Soviética do Uzbequistão (1956-1991)
Vietnã (Vietname)